# 久米正
久米 正（くめ ただし、1963年1月4日 - ）は、日本の原子力技術者、実業家。日立GEニュークリア・エナジー代表取締役社長。

## 人物・経歴
茨城県水戸市出身。1986年東京工業大学工学部生産機械工学科卒業、日立製作所入社。2012年日立GEニュークリア・エナジー日立事業所原子力設計部長。2014年日立GEニュークリア・エナジー業務役員副社長兼日立事業所副事業所長。2015年日立GEニュークリア・エナジー業務役員副社長兼福島プロジェクト本部長。2016年日立製作所原子力ビジネスユニット原子力事業統括本部欧州原子力EPC本部長。2017年から日立GEニュークリア・エナジー代表取締役社長を務め、福島第一原子力発電所廃炉に向け核燃料デブリ回収技術の開発を進めるなどした。2020年日立製作所執行役常務 (原子力ビジネスユニットCEO)。